# Roger of Seaton
Roger of Seaton  (auch de Seyton) (* um 1230; † um 1280) war ein englischer Geistlicher und Richter. Von 1274 bis 1278 war er Chief Justice of the Common Bench.

## Herkunft und Ausbildung
Roger of Seaton entstammte einer Familie, die sich nach Seaton in Rutland benannte. Er hatte mindestens einen Bruder. Wahrscheinlich hatte er Kanonisches Recht an der Universität Oxford studiert, denn vor 1258 wurde er als Magister bezeichnet.

## Dienst für die Bischöfe von Durham
Seaton wird erstmals um 1253 als Anwalt von John fitzAlan, Lord of Wolverton in Buckinghamshire erwähnt. FitzAlan förderte Seaton, der möglicherweise in den 1250er Jahren zeitweise als sein Vogt oder Verwalter diente. Als Geistlicher wurde er vor Januar 1259 in den Dienst von Walter of Kirkham, Bischof von Durham. Im Mai 1260 ernannte der Bischof ihn zu seinem Offizial und erteilte ihm weitgehende Vollmachten zur Erfüllung seiner Aufgaben. Nach Kirkhams Tod diente Seaton auch unter dessen Nachfolger Robert of Stichill, möglicherweise als dessen Kanzler. Nach Stichills Tod 1274 war er einer seiner Testamentsvollstrecker.

## Dienst als königlicher Richter
Bereits im Frühjahr 1268 hatte Seaton jedoch den Dienst des Bischofs verlassen. Obwohl er wahrscheinlich keine gründliche Kenntnisse des Common Law besaß, trat er als Richter am Common Bench in den Dienst der Krone. Ab April 1271 unternahm er mit John of Cobham eine Gerichtsreise durch Südost- und Ostengland, die nach dem Tod von König Heinrich III. im Oktober 1272 abgebrochen wurde. Daraufhin wurde Seaton vom Regentschaftsrat wieder zum Richter am Common Bench ernannt. Offiziell diente er von Ende 1272 bis Oktober 1274 auch als Sheriff von Northamptonshire. Von 1273 bis 1274 diente er dazu als Richter an Assize Courts. Nach dem Tod von Gilbert of Preston wurde er 1274 zum Chief Justice of the Common Bench ernannt. Aus seiner Amtszeit sind aber nur wenige Unterlagen erhalten, so dass seine Arbeit kaum bewertet werden kann. 1274 leitete er Gerichtsreisen in Middlesex und London sowie 1276 in Bedfordshire. Im Auftrag von König Eduard I. begründete er im Herbst 1275 die finanziellen Forderungen des Königs vor dem Parlament. Im Frühjahr 1278 legte er sein Amt als Chief Justice nieder.

## Geistliche Pfründen
Für seine Dienste hatte Seaton eine Reihe von einträglichen geistlichen Pfründen erhalten. Im August 1258 erhielt er einen päpstlichen Dispens, der ihm erlaubte, drei Pfründen zugleich zu halten, ohne sich selbst um die Seelsorge zu kümmern. Seaton hielt aber wahrscheinlich noch mehr Pfründen gleichzeitig. Von John Fitzalan hatte Seaton die Einkünfte der Pfarrei Wicken in Northamptonshire erhalten. Daneben erhielt er 1262 die Einkünfte der Kirche von Seaton, dazu erhielt er die von Maidwell und Earls Barton in Northamptonshire, von Rowley in Yorkshire, von Egglescliffe in Durham, von Over in Cambridgeshire und von Broadwater in Sussex. Dazu hielt er Pfründen am York Minster und an der Kathedrale von Lincoln, außerdem war er Master des Hospitals von Sherburn im County Durham.

## Rückzug ins Kloster und Tod
Nach einer Chronik soll Seaton bereits 1276 einen Schlaganfall erlitten haben, doch vermutlich erlitt er diesen erst kurz nach seinem Rückzug als Chief Justice. 1279 trat er in das Augustinerkloster Thornton in Lincolnshire ein. Zuvor hatte er unter anderem Oliver Sutton und Master Nicholas of Higham zu seinen Testamentsvollstreckern ernannt. Sie sollten seine Schulden ablösen, als ob er bereits tot sei. Seaton starb vermutlich kurz nach seinem Eintritt ins Kloster. Sein Erbe wurde sein Bruder Richard of Seaton.